# Bobby Jean
"Bobby Jean" je pjesma Brucea Springsteena s njegova albuma Born in the U.S.A. iz 1984. Obradio ju je sastav Portastatic na svojem albumu Autumn Was a Lark.

## Povijest
"Bobby Jean" je bila jedna od posljednjih snimljenih pjesama za album, a tijekom snimanja smatrana je glazbenom prekretnicom za Springsteena jer je uglavnom orijentirana na ritam, na granici s plesnom glazbom.
Naslovni lik je spolno dvoznačan čime je otvoren prostor za brojne interpretacije. Bez obzira na to, za "Bobby Jean" se često smatra da govori o Springsteenovu dugogodišnjem prijateljstvu sa Steveom Van Zandtom koji je u to vrijeme napuštao E Street Band. Na primjer, švedski novinar Richard Ohlsson je u svojoj knjizi Bruce Springsteen: 16 Album iznio je interpretaciju prema kojoj naslov sadrži i muško i žensko ime jer je "prijateljstvo s Bobby Jean toliko snažno da se gotovo može govoriti o ljubavi." Kad je pjesma izvođena na koncertima s E Street Bandom, često se na velikim ekranima prikazivao krupni plan Stevea Van Zandta.
Now you hung with me, when all the others turned away ... turned up their nose
We liked the same music — we liked the same bands — we liked the same clothes
We told each other, that we were the wildest, the wildest things we'd ever seen ...
Stihovi prelaze u dublje emocije, koje je Springsteenov biograf Steve Marsh okarakterizirao kao "stihove koji miješaju ljubav, žalost i gnjev", a refren sažima:
Now I wished you would have told me —
I wished I could have talked to you —
Just to say goodbye, Bobby Jean ...
Na kraju, Springsteen zamišlja temu pjesme slušajući istu pjesmu u motelskoj sobi, dok klavirski riff Roya Bittana prelazi u instrumentalni dio na saksofonu Clarencea Clemonsa, a pjesma iščezava. Marsh sugerira da Springsteen nije pjevao oproštaj Van Zandtu, nego i samom sebi depresivcu s Nebraske.

## Koncertne izvedbe
Pjesma je postala jedna od najpopularnijih Springsteenovih koncertnih brojeva, s oko 515 izvedbi do 2008.
Tijekom Born in the U.S.A. 1984. i 1985., "Bobby Jean" se pojavljivala redovito uz bučni doček publike. Tijekom turneje Tunnel of Love Express, pjesma se općenito pojavljivala od prvog do zadnjeg koncerta; na "Other Band" Touru 1992. i 1993. se nije mogla čuti. Na Ghost of Tom Joad Touru, pjesma se iznenada pretvorila u kratku 4-minutnu samostalnu Springsteenovu izvedbu na usnoj harmonici i akustičnoj gitari. Pojavila se nekoliko puta tijekom Reunion Toura i nešto manje tijekom The Rising Toura.
Tijekom Devils & Dust Toura, obožavatelji su toplo dočekali akustičnu verziju pjesme, ali početkom Sessions Band Toura, "Bobby Jean" se ponovno pojavila u akustičnom izdanju, uz folk melodiju u pozadini zbog čega je zvučala depresivno. Nakon toga Springsteen i E Street Band su se na Magic Touru vratili originalnoj verziji koja je obično izvođena na bisu.

## Vanjske poveznice
- Stihovi "Bobby Jean" na službenoj stranici Brucea Springsteena